# Kuri (cocina)
Un kuri (库里 literalmente, «almacén de detrás») o Kuin (库院 literalmente, «sala de almacén») es la cocina de un monasterio Zen. Normalmente se encuentra detrás del butsuden (salón o altar de Buda). Históricamente, el kuri era una cocina en la que se preparaban comidas solo para el abad y sus invitados, aunque en el moderno Japón ahora funciona como cocina y oficina administrativa de todo el monasterio.